# Gerty Soltau

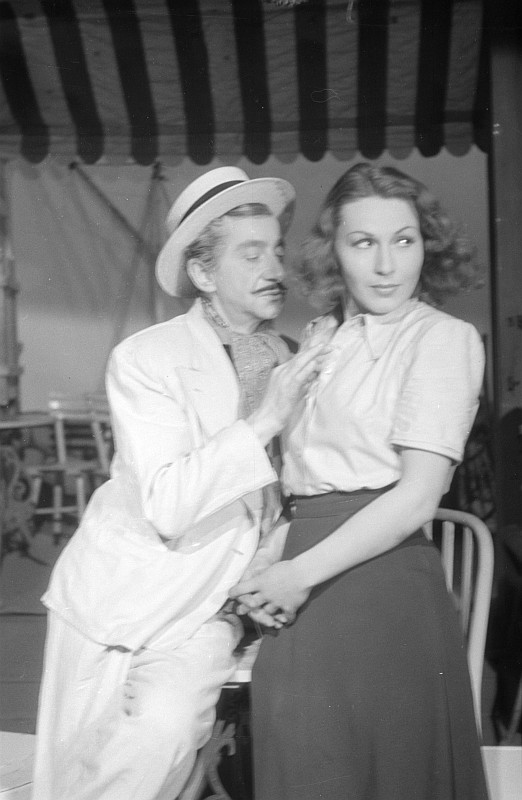
Gerty Soltau 1946 in Der Goldene Anker

Gerty Soltau, auch Gerti Soltau; (* 5. Januar 1913 in Kandrzin, Oberschlesien; † 19. September 1990 in Berlin) war eine deutsche Schauspielerin.

## Karriere
Ihre erste Rolle hatte sie in dem Kurzfilm Zweiklang vom Regisseur Peter Pewas, der jedoch nicht aufgeführt wurde. Es folgten Rollen in den Filmen Jan und die Schwindlerin mit Walther Süssenguth und Paul Martins Das seltsame Fräulein Sylvia sowie Rollen gemeinsam mit Paul Dahlke in Menschen in Gottes Hand von Rolf Meyer und Unser Mittwoch Abend mit Karl John und Hans Nielsen.
1946 übernahm sie die Hauptrolle im Stück Zum Goldenen Anker von Marcel Pagnol unter der Regie von Boleslaw Barlog am Schlossparktheater in Berlin. Als sie erkrankte, übernahm nach drei Wochen die junge Hildegard Knef ihre Rolle. Im Anschluss spielte sie noch mehrmals am Schlossparktheater. 1956 wechselte sie an die Volksbühne Berlin und spielte u. a. in Tartuffe, inszeniert von Rochus Gliese, und Volpone, geleitet von Otto Tausig.
Von 1962 bis 1964 spielte sie in drei Fernsehfilmen mit.

## Filmografie
- 1942: Zweiklang. Tobis Studiofilm
- 1943/47: Jan und die Schwindlerin
- 1944/45: Das seltsame Fräulein Sylvia
- 1947/48: Menschen in Gottes Hand
- 1948: Unser Mittwoch Abend
- 1958: Volpone (TV)
- 1962: Die Kleinstätterin (TV)
- 1963: Bitte recht freundlich (TV)
- 1964: Chabichou (TV)

## Theateraufführungen (Auswahl)

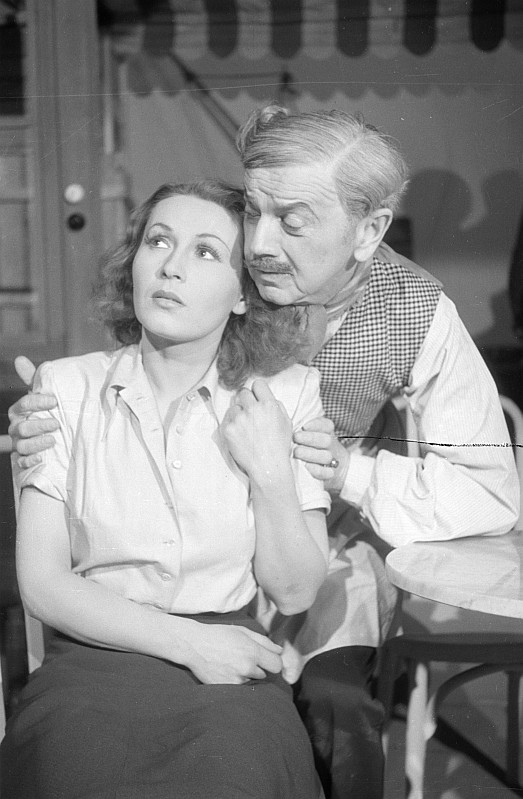
Szenenbild aus Der Goldene Anker

- 1947: Der Widerspenstigen Zähmung von William Shakespeare (Regie: Boleslaw Barlog) am Berliner Schlossparktheater mit u. a. Klaus Kinski[4]
- 1948: Ein Leben lang von William Saroyan am Berliner Schloßparktheater
- 1956: Die Ratten von Gerhart Hauptmann (Regie: Walther Süssenguth) an der Volksbühne Berlin[5]
- 1957: Tartuffe von Molière (Regie: Rochus Gliese) an der Volksbühne Berlin[5]
- 1958: Volpone von Ben Jonson (Regie: Otto Tausig) an der Volksbühne Berlin